# Beach-break
Un beach-break (brisant de plage) est une plage où les vagues déferlent et se brisent sur un fond de sable, souvent proche du bord. Ce terme est principalement utilisé dans les milieux du surf ou du bodyboard.
L'avantage principal des beach break est d'offrir des conditions rassurantes pour les débutants, le fait de tomber sur du sable étant moins dangereux que de tomber sur des rochers ou des coraux, comme ce que l'on retrouve dans un reef break (brisant de récif).
L'inconvénient est que les vagues dépendent des bancs de sable qui se déplacent en fonction du vent, de la houle, des marées ou des courants. Les conditions sont donc très aléatoires et les spots de beach break en perpétuel mouvement. Le surf sur un beach break est donc plus imprévisible que sur les autres types de spots plus rapides ; il est souvent plus rapide et instinctif.

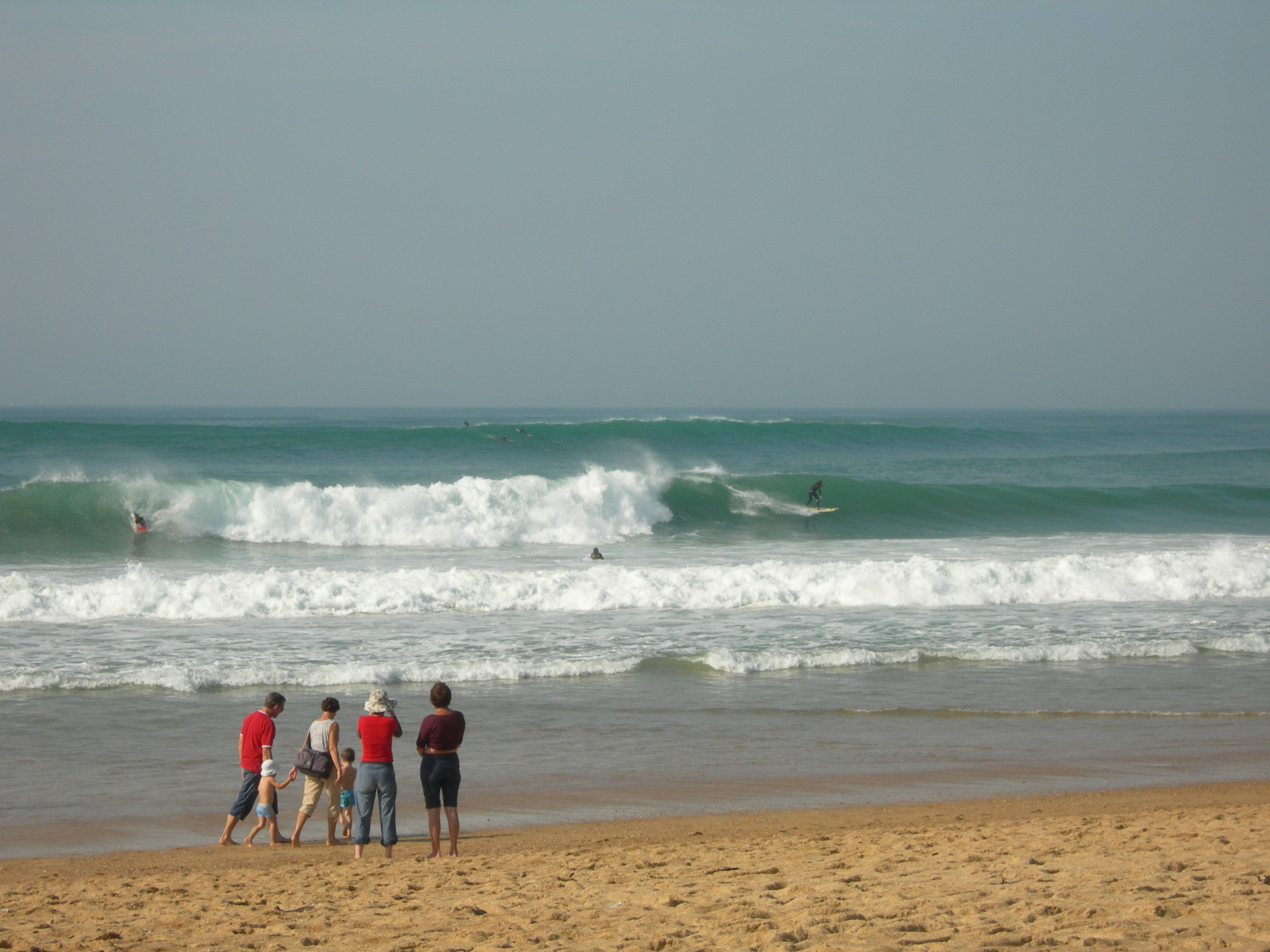
Surfeurs sur le spot d'Hossegor, octobre 2005.

En France, les spots de Gironde et des Landes ne possèdent que des beach breaks. On peut citer dans les Landes le spot de Hossegor/Seignosse/Capbreton, qui accueille depuis 2001 le championnat du monde de surf professionnel.